# فريدي غارسيا (لاعب كرة قدم)
فريدي غارسيا (بالإسبانية: Freddy García) هو لاعب كرة قدم ومدرب كرة قدم بيروفي، ولد في 22 نوفمبر 1959 في تاكنا في بيرو. لعب مع كورونل بولوجنسي.

## وصلات خارجية
- فريدي غارسيا على موقع قاعدة بيانات كرة القدم.إي يو (الإنجليزية)